# Distrito de San Pedro de Palco
El distrito de San Pedro de Palco es uno de los veintiún que conforman la Provincia de Lucanas, ubicada en el Departamento de Ayacucho, perteneciente al departamento de Ayacucho.
Limita al norte con la provincia de Huanca Sancos, al este con los distritos de Aucara y Lucanas, al sur con el distrito de Otoca y al oeste con los distritos de Ocaña y Laramate

## Historia
Creado por Ley N.º 15091 del 8 de julio de 1964, en el gobierno del presidente Fernando Belaúnde Terry.

## Geografía
Tiene una población superior a los 1 500 habitantes en un área de 531,55 kilómetros cuadrados.

## División administrativa

### Capital y anexos
- San Pedro de Palco (Capital del Distrito), con 202 hab.
- Chalcas.
- Pacucha, con 212 hab.
- Totora, con 351 hab.
- Trigal.
- Taccraiso.
- Llaquepata.
- Totorapampa.
- Ecnone.
- Tayacuho.
- Santa Inés.

## Autoridades

### Municipales
- 2023 - 2026[2]
  - Alcalde: Bethy Saravia Meza, de Wari llaqta.
  - Regidores:

  1. JOSE MARIA GAVILAN HUAMAN (Wari llaqta)
  2. NANCY YANETT ALVARADO VILCACURE (Wari llaqta)
  3. MARLON MARIO ALARCON GUERRA (Wari llaqta)
  4. GETRUDES CONSUELO HUAMANTOMA TAQUIRE (alianza por nuestro desarrollo)

Alcaldes anteriores
- 1996 - 2006: Jesús Gavilán Ramos
- 2007 - 2010: Prof. Boris zea Quintanilla.
- 2011 - 2014: Floro Daniel Huamani Ramos.
- 2015 - 2017: Jesús Ramiro Amar Ore.
- 2017 - 2018: Braulio Luciano Meza Zeballos.
- 2019 - 2022: Wilber Barrientos Flores.

## Festividades
- 16 de agosto: San Pedro.